# Frederic al III-lea al Danemarcei
Frederic al III-lea (daneză Frederik III); (n. 18/28 martie 1609, Haderslev, regiunea Syddanmark, Danemarca – d. 9/19 februarie 1670, Copenhagen Castle⁠(d), amtul Copenhaga⁠(d), Danemarca) a fost rege al Danemarcei și al Norvegiei din 1648 până la moartea sa. A instituit în Danemarca monarhia absolută în 1660. 

## Tinerețe

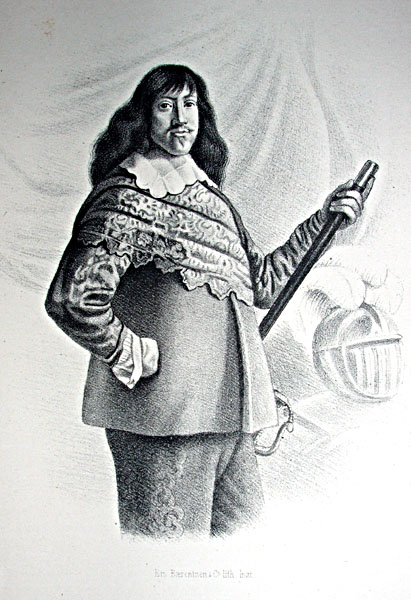
Frederic al III-lea al Danemarcei

Frederic s-a născut la Haderslev în Slesvig, ca fiu al regelui Christian al IV-lea al Danemarcei și al primei sale soții, Anne Catherine de Brandenburg. În tinerețea și maturitatea timpurie, nu a existat perspectiva urcării sale pe tronul danez, fratele său mai mare, Christian, fiind moștenitorul aparent.  
Frederic a fost educat la Academia Sorø și a studiat în Olanda și Franța. Și-a arătat interesul pentru teologie, științe naturale  și istoria Scandinaviei. A fost un prinț rezervat și enigmatic, care râdea rareori, vorbea puțin și scria și mai puțin în contrast izbitor cu tatăl său. Frederic poseda virtuți compensatoare de oderație și de autocontrol.
La data de 1 octombrie 1643, Frederic s-a căsătorit cu Sophie Amalie de Braunschweig-Lüneburg, fiica lui George, Duce de Brunswick-Lüneburg. Soția lui era energică și ambițioasă. El era un colecționar entuziast de cărți și colecția sa a fost cea care a fondat Biblioteca Regală din Copenhaga.
În tinerețe a fost un instrument în politica tatălui său de expansiune în Germania. A devenit prinț arhiepiscop de Bremen (1635–45) și prinț episcop de Verden (1623–29 și din nou în 1634–44). La vârsta de 18 ani a devenit comandant șef al fortăreței de la Stade. Încă de la o vârstă fragedă a acumulat experiență ca administrator. A avut întotdeauna un gust foarte pronunțat pentru studii literare și științifice.
În timpul Războiului Torstenson din 1643–45, Frederic a pierdut controlul posesiunilor sale în cadrul imperiului. Tatăl său l-a  numit comandant al ducatului Schleswig-Holstein. Comanda sa nu a avut succes în special din cauza certurilor cu mareșalul Anders Bille, care comanda forțele daneze. Aceasta a fost prima coliziune cu nobilimea daneză, care ulterior l-a privit cu mare neîncredere.

## Rege al Danemarcei

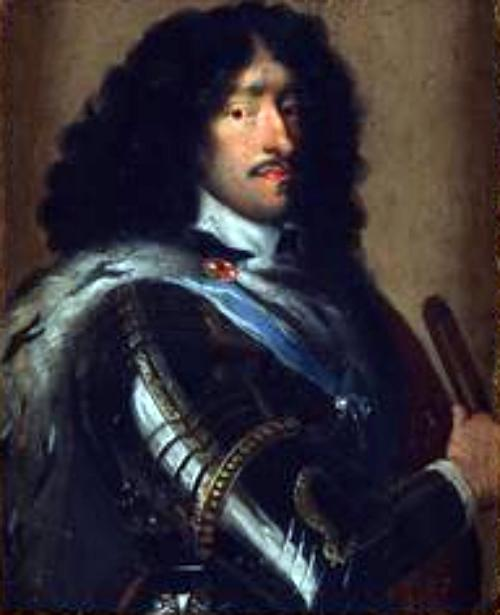

Moartea fratelui său mai mare în iunie 1647 i-a deschis perspectiva de a deveni moștenitor al tronului danez. Totuși, acest subiect era încă nesoluționat atunci când Christian al IV-lea a murit la 28 februarie 1648. După lungi deliberări, a fost acceptat ca regele Frederic al III-lea al Danemarcei. La 6 iulie, Frederic a primit omagiul supușilor săi și a fost încoronat la 23 noiembrie. 
În primii săi ani de domnie, Rigsraadet (consiliul regal) a fost principalul centru de putere al politicii daneze. Totuși, Frederic deținea mai multă putere decât cea instituită de către Haandfæstning și în cele din urmă a reușit să îndepărteze din Rigsraadet doi dintre cei mai influenți membri în 1651: cumnatul său Corfitz Ulfeldt și guvernatorul Hannibal Sehested. Ulfeldt a plecat în exil în Suedia unde a devenit trădător iar Sehested a reintrat în grații în 1660.
Frederic a privit ascensiunea lui Carol al X-lea al Suediei de la 6 iunie 1654 ca o sursă de pericol pentru Danemarca. După ce Carol al X-lea a invadat Polonia, Frederic considerând aceasta o ocazie convenabilă a rupt relațiile cu Suedia. Când Rigsdagen s-a întrunit la 23 aprilie 1657 a acordat subvenții pentru mobilizare și alte cheltuieli militare. La 23 aprilie el a primit avizul majorității Rigsraadet pentru a ataca dominioanele suedeze din Germania. La 1 iunie Frederic a semnat manifestul care justifica războiul, un război care nu a fost niciodată în mod oficial declarat. În cele din urmă, convins de miniștri englezi și francezi, Carol al X-lea al Suediei a acceptat mutilarea Danemarcei decât  anihilarea monarhiei daneze. Tratatul de la Taastrup a fost semnat la 18 februarie iar Tratatul de la Roskilde la 26 februarie 1658. Prin acest ultim tratat, Danemarca a abandonat Suediei provinciile sale din sudul peninsulei scandinave (Skåne, Blekinge, Halland, Bohuslän).

Încheierea păcii a fost urmată de un episod surprinzător. Frederic și-a exprimat dorința de a face cunoștință cu cuceritorul său iar Carol al X-lea a fost de acord să-i fie oaspete timp de trei zile la Palatul Frederiksborg. Splendidele banchete care au durat până târziu în noapte și conversațiile private între suveranii care abiau au ieșit dintr-o luptă pe viață și pe moarte au dus la o relație de pace și prietenie în viitor.
Cu toate aceste, în ciuda tuturor legilor internaționale în vigoare la acea dată, la 17 iulie 1658, Carol al X-lea a debarcat cu armata suedeză la  Korsør în insula Zealand.
Dar Charles X Gustav al Suediei și cucerire insatiabila suspecte de Danemarca, invadează fără un motiv rezonabil și fără declarație de război, în ciuda tuturor legilor internaționale în vigoare la acea dată. El a aterizat în Korsør și pe insula din Noua Zeelandă 17 iulie 1658. Nimeni nu a prevăzut posibilitatea de a acestui atac brusc și brutal, toată lumea știa că, în Danemarca, capitala daneză a fost slab alcoolizat și a avut o garnizoană mică. Nimeni nu a prevăzut posibilitatea acestui atac brusc și brutal. În timpul războiului, Frederic a căpătat o mare popularitate. "Voi muri în cuibul meu" au fost cuvintele memorabile cu care Frederic și-a mustrat consilierii care i-au recomandat securitate.
Războiul s-a încheiat prin Tratatul de la Copenhaga din mai 1660 care a confirmat pierderea provinciilor din sud (prin Tratatul de la Roskilde) însă  Insula Bornholm și părți din Schleswig au revenit Danemarcei. 

## Copii
Cu soția sa Sophie Amalie de Braunschweig-Lüneburg a avut următorii copii:
1. Christian al V-lea al Danemarcei (15 aprilie 1646 – 26 august 1699).
2. Prințesa Ana Sofia (1 septembrie 1647 – 1 iulie 1717), s-a căsătorit la 9 octombrie 1666 cu Johann Georg al III-lea, Elector de Saxonia și a fost mama regelui August al II-lea al Poloniei
3. Prințesa Frederica Amalia (11 aprilie 1649 – 30 octombrie 1704), s-a căsătorit cu Ducele Christian Albrecht de Holstein-Gottorp.
4. Prințesa Wilhelmina Ernestina (21 iunie 1650 – 22 aprilie 1706), s-a căsătorit la 20 septembrie 1671 cu  Carol al II-lea, Elector Palatin. Nu au avut copii.
5. Frederic (11 octombrie 1651 – 14 martie 1652).
6. Prințul George, Duce de Cumberland (2 aprilie 1653 – 28 octombrie 1708), s-a căsătorit la 28 iulie 1683 cu regina Anna a Marii Britanii. Toții copiii lor au murit la vârste fragede.
7. Ulrika Eleonora (11 septembrie 1656 – 26 iulie 1693), s-a căsătorit la 6 mai 1680 cu regele Carol al XI-lea al Suediei.
8. Dorothea (16 noiembrie 1657 – 15 mai 1658).

De asemenea, cu Margarethe Pape a avut un fiu nelegitim, Ulrik Frederik Gyldenløve (20 iulie 1638 – 1704).